# Westfeld (Neuss)
Westfeld ist ein rein landwirtschaftlich geprägter Stadtteil im Nordwesten von Neuss und stellt mit nur 183 Einwohnern (Stand 31. Dezember 2021) nach dem Hafengebiet den Stadtteil mit der geringsten Bevölkerung dar.

## Geographische Lage
Der Stadtteil befindet sich westlich vom Stadionviertel, südlich von Morgensternsheide und nördlich von Grefrath und Holzheim. Im Westen grenzt es an Büttgen. Zur unmittelbaren Umgebung gehört der Neusser Stadtwald.